# Te Deum (Gossec, 1779)
Pour les articles homonymes, voir Te Deum (homonymie).
Le Te Deum  de François-Joseph Gossec est une œuvre vocale sacrée pour orchestre, solistes et chœur à cinq voix, composée en 1779. Il s'agit de la plus importante partition religieuse de Gossec depuis la Grande messe des morts de 1760.

## Histoire
Le Te Deum à grand orchestre est créé le 3 juin 1779, en la cathédrale Notre-Dame de Paris, pour célébrer la naissance de la princesse Marie-Thérèse, fille de Louis XVI. Gossec dirigeait alors et depuis 1773, conjointement avec Pierre Gaviniès et Simon Leduc, le Concert spirituel et était parmi les musiciens les plus influents d’Europe. L’œuvre, oubliée après sa création n'est pas éditée, contrairement à la Grande messe des morts de 1760, qui l'avait fait remarqué du public parisien, notamment par les effets nouveaux d'orchestration et l'usage des trombones.

### Redécouverte
Les copies manuscrites sont redécouvertes par Jacques Grimbert, à la Nouvelle Chapelle des Princes de Condé de Chantilly. Ces documents, qui comprenaient des erreurs et des lacunes dues à la négligence des copistes (décalage de mesure sur la basse continue, partie d'alto défaillante, etc.), ont fait l’objet d’une restitution par le musicologue Charles Hénin. La recréation est donnée en 1989, par le chœur et l’orchestre de la Sorbonne ainsi qu'un enregistrement. Le Te Deum n’a pas fait l’objet d’un nouvel enregistrement.

## Analyse
D’après Jacques Grimbert, le Te Deum serait d’une originalité et d’une qualité supérieure à celle des autres œuvres de Gossec, y compris la Messe des Morts relativement plus connue. L’invention mélodique, l’élan de l’écriture, le lyrisme continu permettent de la placer aux côtés des plus grandes compositions de ses contemporains.
Le style est très proche des compositions des classiques viennois et comporte des audaces harmoniques surprenantes.

### Instrumentation
L'instrumentation, exceptionnellement importante pour l'époque, est comparable à celle de la grande messe des morts de 1760 et annonce celles du Requiem de Berlioz et de Verdi. Le chœur à cinq voix évoque le motet versaillais. Les solistes sont appelés « coriphées ».
| Instrumentation du Te Deum de Gossec |
| Cordes |
| premiers violons, seconds violons, premiers altos, seconds altos, violoncelles, contrebasses                                                                                         |
| Bois |
| 2 flûtes, 2 hautbois, 2 clarinettes |
| Cuivres |
| 4 cors, 2 trompettes, 3 trombones |
| Percussion |
| Grosse caisse battue avec des baguettes de timbales |
| Voix |
| Solistes (coryphées) : Premier dessus, Deuxième dessus, Taille, basse taille Chœur à 5 voix divisé en grand chœur et petit chœur : sopranos, altos, ténors et contre-ténors, basses. |

### Structure
Ce Te Deum, d’une durée d’exécution d’environ 50 minutes, est composé de treize séquences :
1. Te Deum laudamus, chœur et orchestre
2. Te deum aeternum Patrem, dialogue entre les coryphées et le chœur
3. Tibi omnes angelis,  air pour dessus ponctué de trois interventions du chœur
4. Te gloriosus, réservé aux solistes
5. Tu rex gloriae
6. Tu devisto mortis aculeo, choral
7. Tu ad dexteram Dei
8. Judex crederis , exprime le chaos par effets dynamiques entre le chœur, les instruments à vent, les attaques en trémolos des cordes auxquelles s’ajoute une grosse caisse
9. Te ergo quaesumus, entrée du chœur pianissimo évoquant des passages du requiem de Mozart suivie d’un dialogue entre le soprano solo et le chœur
10. Aeterna Fac, alternance entre le petit chœur avec le dessus soliste
11. Et laudamus, fugue dans laquelle chœur et coryphées sont traités comme des ensembles indépendants
12. Dignare Domine, dialogue entre les voix de dessus solistes et le chœur dont l’intensité croissante se termine par un mouvement presque dansant In te Domine speravi
13. Non confundar, suite de fugues exposées par le chœur avec intervention des coryphées, conclue par une Coda où orchestre, chœur et solistes s’élancent dans des marches harmoniques.

## Discographie
- Gossec, Te Deum à grand orchestre - Jill Feldman, soprano ; Brigitte Lafon, mezzo-soprano ; Gérard Lesne, haute-contre ; Howard Milner, ténor ; Glenn Chambers, baryton ; Musique en Sorbonne, Chœur national, Chœur et orchestre de l'niversité de Paris-Sorbonne, dir. Jacques Grimbert (février 1989, Adda 581 123)